# Koronadal Blaan jezik
Koronadal Blaan jezik (ISO 639-3: bpr; baraan, bilanes, biraan, koronadal bilaan, tagalagad), filipinski jezik bilijske uže skupine, kojim govori oko 150 000 ljudi (2007 SIL) na filipinskom otoku Mindanao u provincijama South Cotabato i Sarangani.
Zajedno sa saranganskim blaanskim jezikom [bps] čini podskupinu blaan.

## Vanjske poveznice
- Ethnologue (14th)
- Ethnologue (15th)